# Mount Augusta
Mount Augusta je hora v pohoří svatého Eliáše na hranicích státu Aljaška a teritoria Yukon, ve Spojených státech amerických a Kanadě. Mount Augusta leží 25 kilometrů východně od hory svatého Eliáše, současně druhé nejvyšší hory Spojených států a Kanady a 30 kilometrů jižně od Mount Logan, nejvyšší hory Kanady.
S nadmořskou výškou 4 289 m náleží mezi tzv. fourteeners.
Horský masiv vystupuje více než 1 500 metrů nad své okolí z většiny pokryté ledovci.